# Malko Ionkovo, Razgrad
Malko Ionkovo (în bulgară Малко Йонково) este un sat în comuna Isperih, regiunea Razgrad,  Bulgaria. 

## Demografie
Componența etnică a satului Malko Ionkovo
     Romi (2,57%)
     Turci (95,1%)
     Nicio identificare (1,54%)
     Altele (0,77%)
La recensământul din 2011, populația satului Malko Ionkovo era de 388 locuitori. Din punct de vedere etnic, majoritatea locuitorilor (95,1%) erau turci, cu o minoritate de romi (2,57%). Pentru 1,54% din locuitori nu este cunoscută apartenența etnică.